# Chapar Khaneh
Chapar Khaneh, termo em persa que pode ser traduzido como "casa do mensageiro" (onde Chapar significa "mensageiro"), era utilizado para se referir ao serviço postal utilizado durante o Império Aquemênida. O sistema foi criado por Ciro, o Grande, fundador do império, e desenvolvido posteriormente por Dario, o Grande, e servia como o principal meio de comunicação real por todo o território imperial. Cada "Chapar Khaneh" consistia de uma estação localizada ao longo da Estrada Real, uma via de 2500 quilômetros que se estendia de Sárdis a Susa, ligando a maior parte das principais cidades do império.
O historiador grego antigo Heródoto deu a seguinte descrição da Estrada Real e dos diversos Chapar Khaneh ao longo dela:
"Vêem-se, ao longo dessa estrada, habitações reais e belas hospedarias. A estrada oferece toda segurança e atravessa regiões densamente povoadas, servindo também à Líbia e à Frígia, onde existem vinte outras habitações reais. Saindo da Frígia, encontra-se o Hális, cuja travessia é feita, naquele ponto, através de pontes. Vê-se também ali um forte de tamanho considerável. Da Capadócia à fronteira da Cilícia há, por essa estrada, vinte e oito dias de viagem. Para atingir-se a fronteira, passa-se por dois desfiladeiros e dois grandes fortes. O Eufrates, cuja travessia e feita ali em batéis, serve de limite a essa região, separando-a da Armênia. Depois de percorrermos cinquenta e seis parasangas e meia pelo interior desse país, encontramos quinze habitações reais, que estão sempre guardadas por tropas. O país é banhado por quatro rios navegáveis, sendo o primeiro deles o Tigre; o segundo e o terceiro têm o mesmo nome, embora sejam diferentes e não venham do mesmo país; um nasce na Armênia, e o outro no país dos Macianos. O Gindo, que Ciro dividiu em trezentos e sessenta canais, é o quarto rio. Da Armênia à Maciana há uma distância de quatro dias de jornada. Vem, em seguida, a Císsia, que pode ser atravessada em onze dias, numa distância de quarenta e duas parasangas, até o Coaspes, sobre o qual fica a cidade de Susa."
Os Chapars eram mensageiros que, a cada estação, recebiam provisões e cavalos velozes, ao longo do caminho, o que permitia que completassem suas jornadas rapidamente.